# 原口清志
原口 清志（はらぐち きよし）は、日本の漫画家。
ラブコメ作品からスタートして、その後は「ホラー・ファンタジー」「猟奇もの」カテゴリーの作品がどちらかというと目立つ。バイオレンス色の強い作風も特徴ではあるが、女性・少女の描写には、（少年誌の）デビュー当事に独特のタッチがあった。

## プロフィール
原口は週刊誌連載の『しゃがら』（秋田書店）や、それ以前の『ヘルマドンナ』（講談社）、『聖狼少女』（白泉社）などの作家として認知されているが、別のペンネーム（汀つくも）で少女漫画を描いていた事はほとんど知られていない。
オカメインコをペットとして、とても可愛がっている。　
2017年10月以降活動停止中（2021年5月現在）ホームページも削除されている、ブログも2017年10月以降更新されていない。

## 作風
作画は女性描写に少女趣味的な繊細さ、やわらかさがある一方で、男性の描写は劇画調にハマったりもする。
また『ヘルマドンナ』のような、圧倒的な強さの女性が主役という構図の場合は女性描写の絵柄も、どちらかと言うと後者に属した。
一方で、ハートウォームな作風も持っている。
絵柄の変遷はあるが、リアルな絵柄とコミカルな絵柄の両方を描く。（振り子の幅が、その時期においての作品テーマで、どちらかに振れているかで変わる。）

## 略歴
神戸市生まれ。神戸市在住。
原口清志の名前は、少年誌デビュー以降のペンネーム（本名である）。
少年誌デビュー以前に、少女漫画家として執筆活動した経歴を持つ。少女漫画家時代のペンネームは「汀つくも」（みぎわつくも）であった。つまり、本当のデビューは講談社で少女漫画家として1981年にプロになった。とはいえ、当然、少年誌再デビュー以降の活躍期間の方が圧倒的に長い。白泉社で少年誌デビュー。以降、再び講談社に戻り、さらに秋田書店、双葉社、晋遊舎（後に連結子会社「マックス」となる）などでも活動。単発的な漫画作品やイラストなどでは朝日ソノラマ、ワニマガジン社、新声社などでも描く。

## 主な作品
※資料照会は原口清志の公式ホームページから。
　
以下のタイトルは、商業雑誌掲載後、コミックスとして発刊された作品である。
- Cheese　（1987年 ～ 1988年、白泉社／月刊コミコミ　不定期連載）　全1巻
- 聖狼少女　（1988年 ～ 1989年、白泉社／月刊コミコミ　前・後編100pと連載）　全2巻
- 朝な夕なに　（1989年 ～ 1990年、白泉社／月刊アニマルハウス　前・後編100pと連載）　全1巻
- 狼（ウルフ）ダンディー　（1990年 ～ 1991年、講談社／コミックモーニング増刊 パーティー連載） 　全1巻
- ヘルマドンナ　（1991年 ～ 1992年、講談社／コミックモーニング増刊 パーティー連載→途中、月刊アフタヌーンにて連載継続） 　全3巻
- しゃがら「沙羯羅」　（1993年 ～ 1994年、秋田書店／週刊少年チャンピオン　連載）　全5巻 ～1995年、阪神大震災で、一時期活動中断。
- 魔物な彼女たち　（1996年 ～ 1998年、秋田書店／週刊少年チャンピオン　連載） 　全1巻
- シスターヴァイス　（1999年 ～ 2000年、秋田書店／ヤングチャンピオン　連載） 　全1巻
- ピンクナット　（2001年 ～ 2002年、双葉社／メンズ・アクション増刊－月刊キャラクター　連載）　全1巻
- みるく・かふぇ　（2003年 ～ 2005年、晋遊舎／ポプリクラブ　不定期掲載）　全1巻　（このコミックスのみ、成年指定）

## 読み切り、その他
原口清志の作品
原口清志、コミックス未収録の読み切り作品
- 朝な夕なに・番外編～16p読み切り「コミックス発売記念」（白泉社／月刊アニマルハウス　掲載）
- センス・オブ・ジャスティス第1弾（白泉社／月刊アニマルハウス　82p巻頭カラー掲載）　※原作者　棟居仁
- センス・オブ・ジャスティス第2弾（白泉社／月刊アニマルハウス　45p巻中カラー掲載）　※原作者　棟居仁
- 鎮魂師 Ｋ（ケイ）　（ワニマガジン社／月刊 Chuッ！増刊号「コミック・シコタマ」　26p 掲載）
- シスターヴァイスのエピソード4編　（コミックスの規定ページ1巻分に収まらなかった連載時の短編4本が割愛されたまま未収録）

※上記以外のコミックス未収録作品や、商業誌掲載作品、あるいは同人誌作品の存在があるのかどうかは不明。
完璧にフォローは出来ていないので、記載漏れの可能性はある。
汀つくもの作品（少女漫画家時代のペンネーム）
講談社／月刊別冊少女フレンド、及び、増刊号ラブリーフレンドに掲載。※31p～とかの記述は掲載ページ数のこと。全て読み切り作品。掲載順。
（少女漫画家時代の作品は、未だに埋もれたままでコミックス化されていない。）
- おせっかい虫なの♥珠三郎！　（別フレ増刊ラブリーフレンド、1981年 7月号掲載）※32p ・BFまんがセミナーの優秀賞作品。参考掲載。
- あいつと、むつみと、らぶパンダ　（別フレ増刊ラブリーフレンド、1981年 8月号掲載）※40p ・BFまんがセミナーの別冊少女フレンド賞作品。
- つっぱりネンネの子守唄（ララバイ）　（別冊少女フレンド、1981年 9月号掲載）※31p ・デビュー後第1作目。
- 勝手に葬送行進曲　（別フレ増刊ラブリーフレンド、1981年 12月号掲載）※32p カラー付き
- ママごとベビーのおくりもの　（別冊少女フレンド、1982年 3月号掲載）※40p カラー付き
- ドッキリ流星群　（別フレ増刊ラブリーフレンド、1982年 7月号掲載）※32p カラー付き
- ポケットからナイフ　（別冊少女フレンド、1982年 8月号掲載）※35p
- ライバルは天才児-IQ160-　（別冊少女フレンド、1982年 10月号掲載）※35p
- 銀盤のひょうきん族 　（別フレ増刊ラブリーフレンド、1983年 1月号掲載）※50p カラー付き
- ミスティ・ブルー　（別フレ増刊ラブリーフレンド、1983年 4月号掲載）※50p カラー付き
- マヨネーズ戦争　 （別フレ増刊ラブリーフレンド、1983年 7月号掲載）※45p カラー付き
- ビタミン♥愛 "マヨネーズ戦争Ⅱ"　（別フレ増刊ラブリーフレンド、1983年 8月号掲載）※43p カラー付き
- あべこべショッキング　（別フレ増刊ラブリーフレンド、1983年 12月号掲載）※35p